# Олександр-Фрідріх Пронський

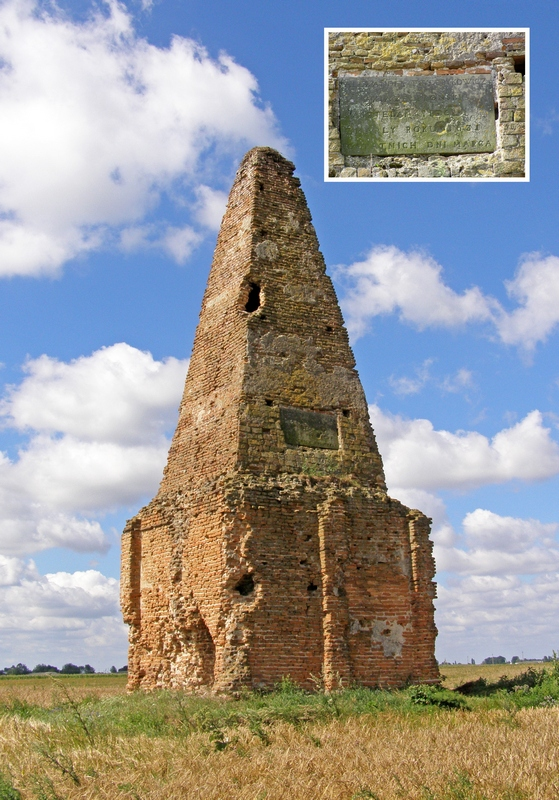
Надгробний пам'ятник князя Олександра Пронського

Олександр-Фрідріх Семенович Пронський (бл. 1550 — бл. 1595 або 1600, Берестечко) — князь із роду Пронських, державний діяч та урядник ВКЛ.

## Життєпис
Син князя Семена-Фрідріха Пронського та його дружини — Федори (Теодори), доньки Богуша Михайла Боговитиновича. У молодості значний час провів при дворі французького короля Карла IX.
Підтримував: тісні зв'язки зі Зборовськими; після втечі Генріха Валуа — вибір королем Стефана Баторія. 1576 року отримав посаду великого литовського стольника. 8 грудня 1580 року став луцьким старостою. Під час 3-го безкоролів'я разом зі Зборовськими став прихильником Габсбургів. На виборний сейм прибув як посол Волинського воєводства, але з озброєним почтом, який долучив до людей Зборовських, Станіслава Ґурки, Миколая Язловецького. 15 січня 1591 року став троцьким каштеляном.
Після батьків одідичив, зокрема, Жуків, Свинарин (Володимирський повіт), Яблучну (біля Білої Підляської), голаницькі маєтності (під Лєшним), Тушне під Наклом, Берестечко. Віно дружини — Несухоїжі у ВКЛ. Тримав розлогу маєтність Грежани, що включала села Солодирі, Горошки (Горошківці), Сушківці (Сушковиці), Лучинці, Мотовиловичі, Баксаки, Білки в Київському воєводстві, отримані батьком у заставу від Сапіг. Процес щодо цих маєтностей, розпочатий ним із Левом Сапігою, продовжували його спадкоємці.
Відзначався значною фізичною силою, був добре вишколений, добре володів польською, латиною, французькою, видається, також німецькою, італійською. Належав до старших (світських сеньйорів) кальвінського збору у Вільні (нині Вільнюс). У Берестечку замінив костел на кальвінський збір. 1595 року хворів, тому не прибув на з'їзд протестантів до Радома.
За даними Романа Желєвського, помер або наприкінці 1595 — на початку 1596 року, до 12 лютого 1596 р. За відомостями Олександра Цинкаловського, помер 1600 року в Берестечку. Був похований (за А. Вольфом) під кіпцем, званим Марухою, біля Берестечка. Його мурований гробівець (існував у XIX ст.) помилково вважали пам'ятником Берестецькій битві 1651 р.

### Сім'я
Дружина — Федора, донька гетьмана польного литовського Романа Сангушка, вдова підляського воєводи Станіслава Радзимінського. Вдова після його смерти вийшла заміж утретє — за брест-куявського воєводу Анджея Лєщинського. Діти:
- Юлій Ілля (Юліуш Еліяш),
- Олександр Октавіан — студенти Базельського університету, обидва — мандрівники Європою.